# Гилянинское сельское поселение
Гилянинское се́льское поселе́ние — муниципальное образование в Ножай-Юртовском районе Чечни Российской Федерации.
Административный центр — село Гиляны.

## История
Статус и границы сельского поселения установлены Законом Чеченской Республики от 20 февраля 2009 года № 11-РЗ «Об образовании муниципального образования Ножай-Юртовский район и муниципальных образований, входящих в его состав, установлении их границ и наделении их соответствующим статусом муниципального района и сельского поселения».

## Население
| 2010  | 2012  | 2013  | 2014  | 2015  | 2016  | 2017  |
| ----- | ----- | ----- | ----- | ----- | ----- | ----- |
| 1198  | ↗1241 | ↗1273 | ↗1314 | ↗1354 | ↗1398 | ↗1456 |
| 2018  | 2019  | 2020  | 2021  | 2023  | 2024  |       |
| ↗1499 | ↗1552 | ↗1590 | ↘1443 | ↗1471 | ↗1487 |       |

## Состав сельского поселения
| № | Населённый пункт | Тип населённого пункта       | Население |
| - | ---------------- | ---------------------------- | --------- |
| 1 | Гиляны           | село, административный центр | ↗1487     |